# La ragazza dagli occhi verdi (romanzo)
La ragazza dagli occhi verdi (in inglese Girl with green eyes) è un romanzo pubblicato nel 1962 in prima edizione inglese e nel 1993 in prima edizione italiana dalla scrittrice irlandese Edna O'Brien.

## Storia
La ragazza dagli occhi verdi è un romanzo di Edna O'Brien pubblicato originariamente col titolo La ragazza solitaria e solo in seguito col titolo che le è rimasto. Appartiene alla trilogia The Country Girls Trilogy e il suo romanzo d'esordio, The Country Girl, fu bandito nella sua nativa Irlanda per le sue rappresentazioni rivoluzionarie della sessualità femminile.

## Descrizione
La protagonista Cait, che preferisce essere chiamata Kate, e l'amica Baba vivono a Dublino. Non accettando le limitazioni e gli insegnamenti ricevuti durante la loro educazione si ribellano uscendo con uomini e bevendo. Il padre di Kate è un ubriaco dispotico, cattolico e intollerante e la figlia ventunenne inizia una relazione con un regista americano sposato e separato dalla moglie americana di 14 anni più di lei. Questo crea scandalo e lei così si emancipa dalla morale tradizionale e dai pregiudizi nel suo villaggio natale irlandese cattolico e si ribella anche a suo padre.

## Reazioni e critiche
Secondo l'autrice "tutta la creatività nasce da un trauma, dai tagli". Per Edna O'Brien Cait e Baba, le ragazze protagoniste del libro, si sentivano recluse nella loro scuola religiosa di campagna e così fuggono verso una vita fatta di nuovi vestiti chic e scappatelle romantiche a Dublino. Il libro e i suoi seguiti hanno attirato le ire dei conservatori a causa della scandalosa insinuazione che alle donne piaccia il sesso. Al tempo della pubblicazione creò rifiuto e scalpore.

## Edizioni

### Edizione originale
- (EN) Edna O'Brien, Girl with green eyes, Harmondsworth, Penguin Books., 1962, OCLC 503332019.

### Edizione italiana
- Edna O'Brien, La ragazza dagli occhi verdi, traduzione di Giorgio Testa, Roma, Edizioni e/o, 1993, ISBN 9788876411717, OCLC 797905414.

### Edizioni in altre lingue
- (FR) Edna O'Brien, Jeunes filles seules, traduzione di Daria Olivier, Paris, resses de la Cité (Évreux, impr. Hérissey), 1962, OCLC 460615991.
- (CS) Edna O'Brien, Děvče se zelenýma očima, traduzione di Wanda Zámecká, Praha, Mladá fronta, 1968, OCLC 85216058.
- (NL) Edna O'Brien, Het meisje met de groene ogen, Den Haag, Z.-Holland. uitg. mij., 1971, OCLC 63405411.
- (DE) Edna O'Brien, Das Mädchen mit den grünen Augen: Roman, Zürich, Diogenes-Verlag, 1972, OCLC 1035755177.

## Trasposizioni cinematografiche
Dell'opera ne è stato girato un adattamento cinematografico.
- La ragazza dagli occhi verdi, film inglese del 1964 diretto da Desmond Davis e interpretato tra gli altri da Peter Finch, Rita Tushingham, Lynn Redgrave, Julian Glover e T.P. McKenna.[5]